# 南緯49度線
南緯49度線（なんい49どせん）は、地球の赤道面より南に地理緯度にして49度の角度を成す緯線。南緯49度線はその大部分が公海上を走っており、大西洋、インド洋、フランス領南方・南極地域、太平洋、チリ、アルゼンチンを通過する。
この緯度の下では、夏至点時は16時間12分で、冬至点時の可照時間は8時間13分である。

## 通過する地域一覧
南緯49度線は、本初子午線から東に向かって以下の場所を通っている。
| 地理座標                                              | 国土・領土・領海         | 備考                                   |
| ----------------------------------------------------- | ------------------------ | -------------------------------------- |
| 南緯49度0分 東経0度0分 / 南緯49.000度 東経0.000度     | 大西洋                   |                                        |
| 南緯49度0分 東経20度0分 / 南緯49.000度 東経20.000度   | インド洋                 |                                        |
| 南緯49度0分 東経68度48分 / 南緯49.000度 東経68.800度  | フランス領南方・南極地域 | ケルゲレン諸島                         |
| 南緯49度0分 東経69度36分 / 南緯49.000度 東経69.600度  | インド洋                 |                                        |
| 南緯49度0分 東経147度0分 / 南緯49.000度 東経147.000度 | 太平洋                   |                                        |
| 南緯49度0分 西経75度35分 / 南緯49.000度 西経75.583度  | チリ                     | パタゴニア群島及びチリ本土を通過する。 |
| 南緯49度0分 西経72度59分 / 南緯49.000度 西経72.983度  | アルゼンチン             |                                        |
| 南緯49度0分 西経67度31分 / 南緯49.000度 西経67.517度  | 大西洋                   |                                        |